# Hypnum trichophyllum
Hypnum trichophyllum là một loài Rêu trong họ Hypnaceae. Loài này được Sw. ex Hedw. mô tả khoa học đầu tiên năm 1801.